# 1821 en musique
| \| • Retour à la chronologie générale de la musique populaire • \| |
| XXIe siècle • XXe siècle • XIXe siècle • XVIIIe siècle XVIIe siècle • XVIe siècle • XVe siècle • XIVe siècle XIIIe siècle • XIIe siècle • XIe siècle • Xe siècle IXe siècle • VIIIe siècle • Haut Moyen Âge • Rome • Grèce |
| • Retour à la chronologie générale de la musique populaire • |

| • Retour à la chronologie générale de la musique populaire • |

| Années de la musique populaire : 1818 - 1819 - 1820 - 1821 - 1822 - 1823 - 1824    |
| Décennies de la musique populaire : 1790 - 1800 - 1810 - 1820 - 1830 - 1840 - 1850 |

## Événements
- Composition par James Sanderson de la marche musicale Hail to the Chief qui sera à partir de 1828 interprétée pour accompagner le président des États-Unis lors d’une apparition publique.

## Naissances
- 14 mars : Eugène Imbert, chansonnier et goguettier français, historiographe des goguettes et de la chanson († 22 novembre 1898).
- 23 avril : Pierre Dupont, chansonnier, poète et goguettier français, mort en 1870.
- 9 novembre : Jean-Baptiste Weckerlin, compositeur et folkloriste français († 20 mai 1910).
- 8 décembre : Josip Runjanin, officier serbe de l'armée d'Autriche-Hongrie, compositeur amateur ; il a notamment composé la mélodie de l'hymne national croate Lijepa naša domovino († 2 février 1878).